# Irish Cup 2020-2021
La Irish Cup 2020-2021, conosciuta anche come Sadler's Peaky Blinder Irish Cup per motivi di sponsorizzazione, è stata la 141ª edizione del torneo, iniziata il 27 aprile 2021 e terminata il 21 maggio 2021. Il Linfield è stata la squadra vincitrice del torneo.

## Primo turno
A causa del perdurare dell'emergenza sanitaria, dovuta alla pandemia di COVID-19, e alle continue incertezze sullo svolgimento delle gare sportive, l'inizio della competizione è stato fissato al 9 gennaio 2021, riducendo però le squadre coinvolte a 32 e, di conseguenza, il consueto quinto turno è diventato effettivamente il primo turno. Prendono parte a questo turno le 12 squadre della Premiership, le 12 della Championship e 8 squadre provenienti dalla Premier Intermediate League. Il sorteggio è stato effettuato il 17 dicembre 2020. L'avvio è stato successivamente posticipato al 27 aprile 2021.
| Squadra 1               | Risultato       | Squadra 2           |
| ----------------------- | --------------- | ------------------- |
| 27 aprile 2021          |                 |                     |
| Ards                    | w/o             | Dollingstown        |
| Ballymena Utd           | 4 – 1           | Portadown           |
| Carrick Rangers         | 3 – 0           | Belfast Celtic      |
| Cliftonville            | 5 – 1           | Portstewart         |
| Coleraine               | 0 – 1           | Crusaders           |
| Glenavon                | 1 – 2           | Dungannon Swifts    |
| Glentoran               | w/o             | Dundela             |
| Harland & Wolff Welders | w/o             | St. James' Swifts   |
| Institute               | w/o             | PSNI                |
| Larne                   | w/o             | Newry City          |
| Linfield                | 2 – 0           | Annagh Utd          |
| Queen's University      | w/o             | Bangor              |
| Warrenpoint Town        | 2 – 1           | Ballyclare Comrades |
| 1º maggio 2021          |                 |                     |
| Knockbreda              | 2 – 1           | Newington Youth     |
| Ballinamallard Utd      | 2 – 2 (8-9 dtr) | Dergview            |
| Loughgall               | 1 – 1 (3-2 dtr) | Banbridge Town      |

## Secondo turno
Il sorteggio è stato effettuato il 1º maggio 2021.
| Squadra 1       | Risultato       | Squadra 2         |
| --------------- | --------------- | ----------------- |
| 8 maggio 2021   |                 |                   |
| Ballymena Utd   | 5 – 0           | PSNI              |
| Carrick Rangers | 2 – 2 (3-1 dtr) | Bangor            |
| Dergview        | 2 – 0           | St. James' Swifts |
| Knockbreda      | 0 – 5           | Crusaders         |
| Larne           | 8 – 1           | Dollingstown      |
| Linfield        | 5 – 2           | Dungannon Swifts  |
| Loughgall       | 1 – 0           | Warrenpoint Town  |
| Glentoran       | 1 – 0           | Cliftonville      |

## Quarti di finale
Il sorteggio è stato effettuato l'8 maggio 2021.
| Squadra 1      | Risultato | Squadra 2       |
| -------------- | --------- | --------------- |
| 11 maggio 2021 |           |                 |
| Ballymena Utd  | 5 – 0     | Dergview        |
| Glentoran      | 0 – 1     | Crusaders       |
| Larne          | 2 – 1     | Carrick Rangers |
| Loughgall      | 1 – 3     | Linfield        |

## Semifinali
Il sorteggio è stato effettuato l'11 maggio 2021.
| Squadra 1      | Risultato       | Squadra 2 |
| -------------- | --------------- | --------- |
| 18 maggio 2021 |                 |           |
| Larne          | 1 – 1 (6-5 dtr) | Crusaders |
| Ballymena Utd  | 0 – 3           | Linfield  |

## Finale
| Arbitro: | Andrew Davey |

|              |           |                      |
| Hughes 90+1’ | Marcatori | 4’ Lavery 32’ Cooper |